# Sahily Diago
Sahily Diago (née le 26 août 1995 à Jovellanos (Cuba)) est une athlète cubaine, spécialiste du 800 mètres. 

## Biographie
Elle remporte les médailles d'argent du 400 m et du 800 m aux cours des Championnats d'Amérique centrale et des Caraïbes juniors de 2012 de San Salvador au Salvador.
Elle descend pour la première fois sous les 2 minutes sur 800 m le 10 mai 2014 à La Havane en 1 min 58 s 14, établissant provisoirement la meilleure performance mondiale de l'année. 

## Palmarès
| Date | Compétition                                              | Lieu         | Résultat | Épreuve   | Temps         |
| ---- | -------------------------------------------------------- | ------------ | -------- | --------- | ------------- |
| 2012 | Championnats d'Amérique centrale et des Caraïbes juniors | San Salvador | 2e       | 400 m     |               |
| 2012 | Championnats d'Amérique centrale et des Caraïbes juniors | San Salvador | 2e       | 800 m     |               |
| 2014 | Championnats du monde juniors                            | Eugene       | 2e       | 800 m     | 2 min 02 s 11 |
| 2015 | Relais mondiaux de l'IAAF                                | Nassau       | 4e       | 4 × 800 m | 8 min 15 s 84 |
| 2016 | Championnats NACAC espoirs                               | San Salvador | 3e       | 800 m     | 2 min 04 s 20 |
| 2023 | Jeux d'Amérique centrale et des Caraïbes                 | San Salvador | 2e       | 800 m     | 2 min 02 s 81 |
| 2023 | Jeux d'Amérique centrale et des Caraïbes                 | San Salvador | 2e       | 1 500 m   | 4 min 11 s 07 |
| 2023 | Jeux panaméricains                                       | Santiago     | 1re      | 800 m     | 2 min 2 s 71  |
| 2023 | Jeux panaméricains                                       | Santiago     | 1re      | 4 × 400 m | 3 min 33 s 15 |

## Records
| Épreuve | Performance   | Lieu      | Date        |
| ------- | ------------- | --------- | ----------- |
| 800 m   | 1 min 57 s 74 | La Havane | 25 mai 2014 |